# Dyckia hebdingii
Dyckia hebdingii är en gräsväxtart som beskrevs av Lyman Bradford Smith. Dyckia hebdingii ingår i släktet Dyckia och familjen Bromeliaceae. Inga underarter finns listade i Catalogue of Life.

## Bildgalleri

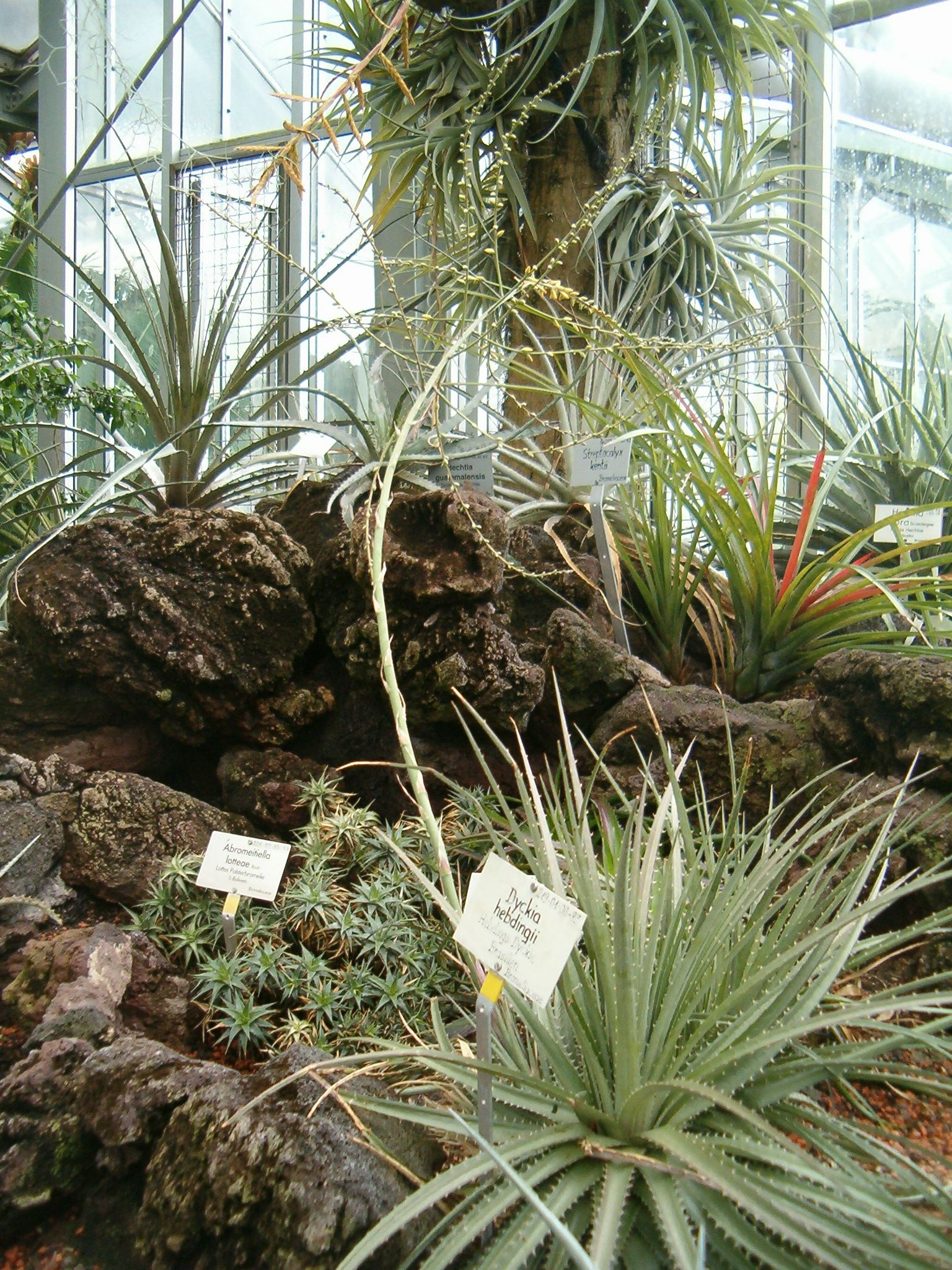
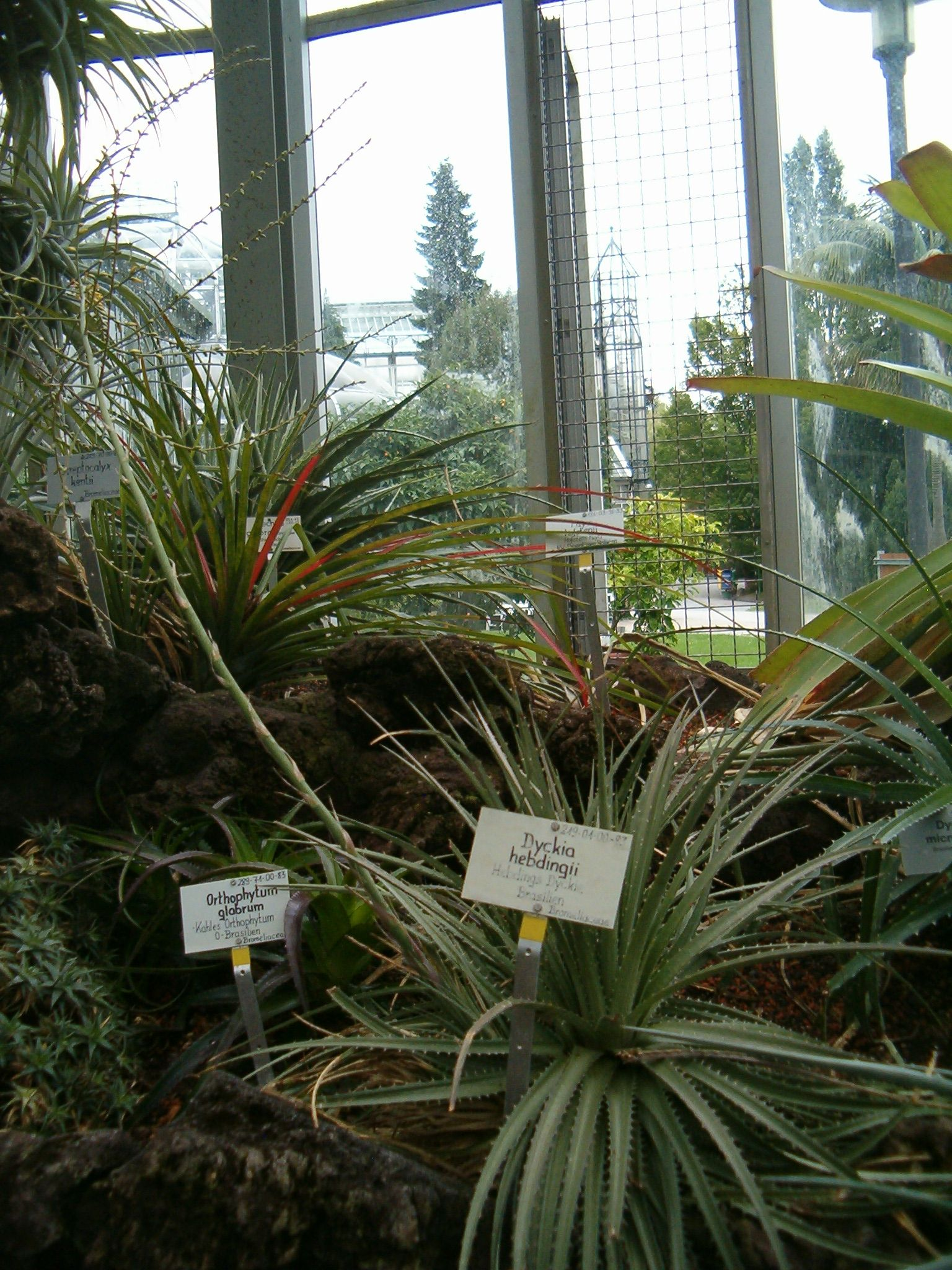